# Heizmannia lui
Heizmannia lui is een muggensoort uit de familie van de steekmuggen (Culicidae). De wetenschappelijke naam van de soort is voor het eerst geldig gepubliceerd in 1999 door Gong & Li.